# AFC Ajax in het seizoen 1911/12
Dit is een pagina met diverse statistieken van voetbalclub AFC Ajax uit het seizoen 1911/12.

## Wedstrijdverslagen 1911 / 1912

### Rotterdamse Zilveren Bal 1911
|                                                                                         |                        |       |         | |
| zondag 3 september 1911, 14.00 uur                                                      | Ajax                   | 1 - 3 | Haarlem | Opstelling Ajax: |
| Het Houten, Amsterdam ? toeschouwers Arbiter: Herbert Willing Kwart Finale Zilveren Bal | Arie Louis Seijlhouwer |       | ?       | Henk Schutte, Karel van der Lee, Frans Schoevaart, Joop Pelser, Jan Schoevaart, Toon Kooi, Gé Fortgens, Arie Louis Seijlhouwer, Jan Grootmeijer, Piet van den Broecke, C. Kammeijer. |

### Gouden Kruis 1911
|                                                                               |            |       |                      | |
| zondag 10 september 1911                                                      | Volharding | 0 - 3 | Ajax                 | Opstelling Ajax: |
| Het Houten, Amsterdam 3.000 toeschouwers Arbiter: Christiaan Groothoff Finale |            |       | Henk Alofs Toon Kooi | Henk Schutte, Karel van der Lee, Frans Schoevaart, Joop Pelser, Toon Kooi, Beukers, Gé Fortgens, Adriaan Pelser, Piet van den Broecke, Henk Alofs, Jan Grootmeijer. |

### Holdertbeker 1911 / 1912
|                                                                             |                                          |       |      |                                           |
| zondag 17 september 1911                                                    | Achilles                                 | 7 – 0 | Ajax | Opstelling Ajax:                          |
| Assen ? toeschouwers Arbiter: De Jager (Groningen) Derde ronde Holdertbeker | Suringar Jr. ? Willy Westra van Holthe ? |       |      | onbekende Karel van der Lee, Gé Fortgens. |

### Westelijke eerste klasse 1911 / 1912
|                                                                                 |                                             |       |                                   | |
| zondag 24 september 1911                                                        | HFC                                         | 4 - 2 | Ajax                              | Opstelling Ajax: |
| Haarlem ?.000 toeschouwers Arbiter: A. J. Bronkhorst                            | ten Cate M. Francken                        |       | Grootmeijer (e.d.) A. Verweij     | Henk Schutte, Jan Schoevaart, Karel van der Lee, Joop Pelser, Frans Schoevaart, Beukers, Jan Grootmeijer, Arie Louis Seijlhouwer, Adriaan Pelser, Piet van den Broecke, Henk Alofs. |
|                                                                                 |                                             |       |                                   | |
| zondag 8 oktober 1911                                                           | HBS                                         | 2 - 0 | Ajax                              | Opstelling Ajax: |
| Den Haag ?.000 toeschouwers Arbiter: Willem Eijmers                             | ? Roskott                                   |       |                                   | onbekende |
|                                                                                 |                                             |       |                                   | |
| zondag 15 oktober 1911                                                          | Ajax                                        | 0 - 2 | VOC                               | Opstelling Ajax: |
| Het Houten, Amsterdam 8.000 toeschouwers Arbiter: Herbert Willing               |                                             |       | An. Hörburger                     | onbekende Henk Schutte, Karel van der Lee, Toon Kooi, Frans Schoevaart. |
|                                                                                 |                                             |       |                                   | |
| zondag 22 oktober 1911                                                          | Ajax                                        | 2 - 6 | Quick                             | Opstelling Ajax: |
| Het Houten, Amsterdam ?.000 toeschouwers Arbiter: Christiaan Groothoff          | van den Broecke Seijlhouwer                 |       | Remus J. Japikse T. Tymstra Remus | Jan Schindeler, Karel van der Lee, Chris Holst, Toon Kooi, Gé Fortgens, Jan Grootmeijer, Adriaan Pelser, Arie Louis Seijlhouwer, Henk Alofs, Piet van den Broecke, C. Kammeijer.    |
|                                                                                 |                                             |       |                                   | |
| zondag 5 november 1911                                                          | Ajax                                        | 1 - 3 | Haarlem                           | Opstelling Ajax: |
| Het Houten, Amsterdam 5.000 toeschouwers Arbiter: Gerrit Jan Nijland            | van den Broecke                             |       | Backer de Wolff Haak              | onbekende |
|                                                                                 |                                             |       |                                   | |
| zondag 3 december 1911                                                          | Velocitas                                   | 0 - 1 | Ajax                              | Opstelling Ajax: |
| Breda ?.000 toeschouwers Arbiter: Egelbert George van Bisselick                 |                                             |       | Kammeijer                         | onbekende Henk Schutte, Karel van der Lee, Frans Schoevaart |
|                                                                                 |                                             |       |                                   | |
| zondag 10 december 1911                                                         | Ajax                                        | 3 - 3 | DFC                               | Opstelling Ajax: |
| Het Houten, Amsterdam 6.000 toeschouwers Arbiter: Christiaan Groothoff          | Terwe Seijlhouwer van den Broecke           |       | Warnars F. Koopman                | Gerard Ziegeler, Swift, Karel van der Lee, Gé Fortgens, Beukers, Toon Kooi, Jan Grootmeijer, Henk Alofs, Piet van den Broecke, Frits Terwee, Arie Louis Seijlhouwer.                |
|                                                                                 |                                             |       |                                   | |
| zondag 17 december 1911                                                         | VOC                                         | 2 - 2 | Ajax                              | Opstelling Ajax: |
| Rotterdam ?.000 toeschouwers Arbiter: Sytsma                                    | Ar. Hörburger van der Sluis                 |       | Kooi Seijlhouwer                  | Gerard Ziegeler, Swift, Karel van der Lee, Joop Pelser, Toon Kooi, Gé Fortgens, Arie Louis Seijlhouwer, Frits Terwee, Piet van den Broecke, Henk Alofs, Jan Grootmeijer.            |
|                                                                                 |                                             |       |                                   | |
| zondag 7 januari 1912                                                           | Quick                                       | 0 - 2 | Ajax                              | Opstelling Ajax: |
| Den Haag ?.000 toeschouwers Arbiter: Albert Meerum-Terwogt                      |                                             |       | Terwe van den Broecke             | onbekende |
|                                                                                 |                                             |       |                                   | |
| zondag 17 januari 1912                                                          | DFC                                         | 0 - 0 | Ajax                              | Opstelling Ajax: |
| Dordrecht ?.000 toeschouwers Arbiter: Herbert Willing                           |                                             |       |                                   | Gerard Ziegeler, Swift, Karel van der Lee, Toon Kooi, Frans Schoevaart, Gé Fortgens, Arie Louis Seijlhouwer, Frits Terwee, Piet van den Broecke, Henk Alofs, Jan Grootmeijer.       |
|                                                                                 |                                             |       |                                   | |
| zondag 28 januari 1912                                                          | Ajax                                        | 0 - 0 | Sparta                            | Opstelling Ajax: |
| Het Houten, Amsterdam 8.000 toeschouwers Arbiter: Herman Tromp                  |                                             |       |                                   | Gerard Ziegeler, Swift, Karel van der Lee, Gé Fortgens, Toon Kooi, Frans Schoevaart, Arie Louis Seijlhouwer, Frits Terwee, Piet van den Broecke, Henk Alofs, Jan Grootmeijer.       |
|                                                                                 |                                             |       |                                   | |
| donderdag 11 februari 1912                                                      | Ajax                                        | 2 - 1 | HBS                               | Opstelling Ajax: |
| Het Houten, Amsterdam 7.500 toeschouwers Arbiter: Willem Eijmers                | A. Pelser van den Broecke                   |       | van der Sprong                    | Gerard Ziegeler, Swift, Karel van der Lee, Gé Fortgens, Frans Schoevaart, Toon Kooi, Arie Louis Seijlhouwer, Adriaan Pelser, Frits Terwee, Piet van den Broecke, Henk Alofs.        |
|                                                                                 |                                             |       |                                   | |
| zondag 18 februari 1912                                                         | Ajax                                        | 1 - 2 | HVV                               | Opstelling Ajax: |
| Het Houten, Amsterdam ?.000 toeschouwers Arbiter: Herbert Willing               | Seijlhouwer                                 |       | T. Kessler                        | Gerard Ziegeler, Swift, Karel van der Lee, Gé Fortgens, Frans Schoevaart, Toon Kooi, Arie Louis Seijlhouwer, Frits Terwee, van Stiften, Piet van den Broecke, Henk Alofs.           |
|                                                                                 |                                             |       |                                   | |
| zaterdag 30 maart 1912                                                          | HVV                                         | 3 - 1 | Ajax                              | Opstelling Ajax: |
| Den Haag ?.000 toeschouwers 'Arbiter: Willem Eijmers                            | T. Kessler de Serière                       |       | van den Broecke                   | onbekende |
|                                                                                 |                                             |       |                                   | |
| vrijdag 21 april 1912                                                           | Ajax                                        | 3 - 0 | HFC                               | Opstelling Ajax: |
| Het Houten, Amsterdam 6.000 toeschouwers Arbiter: Egelbert George van Bisselick | van den Broecke Seijlhouwer van den Broecke |       |                                   | Gerard Ziegeler, Swift, Henk Alofs, Joop Pelser, Toon Kooi, Gé Fortgens, Arie Louis Seijlhouwer, Frits Terwee, Piet van den Broecke, Adriaan Pelser, Jan Grootmeijer.               |
|                                                                                 |                                             |       |                                   | |
| zondag 5 mei 1912                                                               | Ajax                                        | 1 - 1 | Velocitas                         | Opstelling Ajax: |
| Het Houten, Amsterdam 9.000 toeschouwers Arbiter: Job Mutters                   | Seijlhouwer                                 |       | van Steenbergen                   | onbekende |
|                                                                                 |                                             |       |                                   | |
| zondag 12 mei 1912                                                              | Haarlem                                     | 3 - 3 | Ajax                              | Opstelling Ajax: |
| Haarlem ?.000 toeschouwers Arbiter: Herman Tromp                                | Houtkooper Haak Houtkooper                  |       | Seijlhouwer F. Schoevaart         | onbekende |
|                                                                                 |                                             |       |                                   | |
| donderdag 16 mei 1912                                                           | Sparta                                      | 1 - 1 | Ajax                              | Opstelling Ajax: |
| Rotterdam ?.000 toeschouwers Arbiter: ?                                         | de Korver                                   |       | Seijlhouwer                       | onbekende Gerard Ziegeler, Karel van der Lee, Swift, Frans Schoevaart, Jan Schoevaart, Adriaan Pelser, Arie Louis Seijlhouwer.                                                      |

### Vriendschappelijk 1912
|                                                               |                   |       |                        | |
| zondag 26 mei 1912                                            | MTK               | 5 - 1 | Ajax                   | Opstelling Ajax: |
| Boedapest, Oostenrijk-Hongarije ?.000 toeschouwers Arbiter: ? | ?                 |       | Arie Louis Seijlhouwer | Gerard Ziegeler, Karel van der Lee, Jan Schoevaart, Joop Pelser, Toon Kooi, Gé Fortgens, Arie Louis Seijlhouwer, Jan Grootmeijer, Piet van den Broecke, Henk Alofs. |
|                                                               |                   |       |                        | |
| maandag 27 mei 1912                                           | Wiener Sport-Club | 2 - 0 | Ajax                   | Opstelling Ajax: |
| Wenen, Oostenrijk-Hongarije ?.000 toeschouwers Arbiter: ?     | ?                 |       |                        | Gerard Ziegeler, Karel van der Lee, Jan Schoevaart, Joop Pelser, Toon Kooi, Gé Fortgens, Arie Louis Seijlhouwer, Jan Grootmeijer, Piet van den Broecke, Henk Alofs. |

## Statistieken Ajax 1911 / 1912

### Eindstand Ajax in Nederlands landskampioenschap 1911 / 1912
| Stand | Gespeeld | Gewonnen | Gelijk | Verloren | Punten | Doelpunten voor | Doelpunten tegen |
| ----- | -------- | -------- | ------ | -------- | ------ | --------------- | ---------------- |
| 8     | 18       | 4        | 7      | 7        | 15     | 25              | 33               |

### Punten Per Speelronde
| Speelronde | 1 | 2 | 3 | 4 | 5 | 6 | 7 | 8 | 9 | 10 | 11 | 12 | 13 | 14 | 15 | 16 | 17 | 18 |
| ---------- | - | - | - | - | - | - | - | - | - | -- | -- | -- | -- | -- | -- | -- | -- | -- |
| Punten     | 0 | 0 | 0 | 0 | 0 | 2 | 1 | 1 | 2 | 1  | 1  | 2  | 0  | 0  | 2  | 1  | 1  | 1  |

### Punten Na Speelronde
| Speelronde | 1 | 2 | 3 | 4 | 5 | 6 | 7 | 8 | 9 | 10 | 11 | 12 | 13 | 14 | 15 | 16 | 17 | 18 |
| ---------- | - | - | - | - | - | - | - | - | - | -- | -- | -- | -- | -- | -- | -- | -- | -- |
| Punten     | 0 | 0 | 0 | 0 | 0 | 2 | 3 | 4 | 6 | 7  | 8  | 10 | 10 | 10 | 12 | 13 | 14 | 15 |

### Doelpunten per speelronde
| Speelronde | 1 | 2 | 3 | 4 | 5 | 6 | 7 | 8 | 9 | 10 | 11 | 12 | 13 | 14 | 15 | 16 | 17 | 18 | Totaal |
| ---------- | - | - | - | - | - | - | - | - | - | -- | -- | -- | -- | -- | -- | -- | -- | -- | ------ |
| Doelpunten | 2 | 0 | 0 | 2 | 1 | 1 | 3 | 2 | 2 | 0  | 0  | 2  | 1  | 1  | 3  | 1  | 3  | 1  | 25     |

## Selectie 1911/1912
| Nationaliteit      | Naam                   | Geboortedatum    | Geboorteplaats (land van herkomst) | Vorige club (land)       | Officiële Debuut Ajax (debuutwedstrijd) | Eerste officiële doelpunt Ajax (wedstrijd) |
| ------------------ | ---------------------- | ---------------- | ---------------------------------- | ------------------------ | --------------------------------------- | ------------------------------------------ |
|                    |                        | Doelverdediging  |                                    |                          |                                         |                                            |
| Vlag van Nederland | Jan Schindeler         | 18 december 1892 | Amsterdam (Nederland)              | Amstel (Nederland)       | 22 oktober 1911 (Ajax - Quick)          |                                            |
| Vlag van Nederland | Henk Schutte           | 21 juli 1882     | Zutphen (Nederland)                | ? (Nederland)            | seizoen 1901/02                         |                                            |
| Vlag van Nederland | Gerard Ziegeler        | 20 juli 1894     | Almelo (Nederland)                 | ? (Nederland)            | 22 november 1911 (Haarlem - Ajax)       |                                            |
|                    |                        | Verdediging      |                                    |                          |                                         |                                            |
| Vlag van Nederland | Chris Holst            | 11 oktober 1883  | Pasuruan (Nederlandsch Oost Indië) | de eerste club           | seizoen 1900/01                         | ?                                          |
| Vlag van Nederland | Karel van der Lee      | 21 juni 1891     | Amsterdam (Nederland)              | RAP (Nederland)          | seizoen 1909/10                         | ?                                          |
| Vlag van Nederland | Frans Schoevaart       | 22 juli 1884     | Amsterdam (Nederland)              | ? (Nederland)            | seizoen 1905/06                         | ?                                          |
| Vlag van Nederland | Jan Schoevaart         | 10 december 1888 | Amsterdam (Nederland)              | ? (Nederland)            | seizoen 1909/10                         | ?                                          |
|                    |                        | Middenveld       |                                    |                          |                                         |                                            |
| Vlag van Nederland | Wim Beuker             | 15 juli 1894     | Amsterdam (Nederland)              | eigen kweek              | seizoen 1910/11                         |                                            |
| Vlag van Nederland | Gé Fortgens            | 10 juli 1887     | Haarlem (Nederland)                | OVV Overveen (Nederland) | seizoen 1907/08                         | - (-)                                      |
| Vlag van Nederland | Toon Kooi              | 1 december 1887  | Amsterdam (Nederland)              | Holland (Nederland)      | seizoen 1908/09                         | ?                                          |
| Vlag van Nederland | Joop Pelser            | 17 maart 1892    | Amsterdam (Nederland)              | Holland (Nederland)      | 24 september 1911 (HFC - Ajax)          | ?                                          |
|                    |                        | Aanval           |                                    |                          |                                         |                                            |
| Vlag van Nederland | Henk Alofs             | 9 augustus 1890  | Groningen (Nederland)              | ? (Nederland)            | seizoen 1909/10                         | ?                                          |
| Vlag van Nederland | Anton Buyen            | 6 september 1883 | Amsterdam (Nederland)              | R.V.B. (Nederland)       | 3 december 1911 (Velocitas - Ajax)      |                                            |
| Vlag van Nederland | Piet van den Broecke   | 13 oktober 1887  | Amsterdam (Nederland)              | Holland (Nederland)      | seizoen 1908/09                         | ?                                          |
| Vlag van Nederland | Jan Grootmeijer        | 25 juni 1887     | Amsterdam (Nederland)              | ? (Nederland)            | seizoen 1905/06                         | ?                                          |
| Vlag van Nederland | Chris Kammeijer        | 18 december 1887 | Haarlem (Nederland)                | OVV Overveen (Nederland) | seizoen 1907/08                         | ?                                          |
| Vlag van Nederland | Adriaan Pelser         | 3 juni 1886      | Amsterdam (Nederland)              | Holland (Nederland)      | seizoen 1908/09                         | ?                                          |
| Vlag van Nederland | Arie Louis Seijlhouwer | 30 oktober 1889  | Amsterdam (Nederland)              | Holland (Nederland)      | 9 januari 1910 (Ajax - Concordia)       | ?                                          |
| Vlag van Nederland | Frits Terwee           | 18 oktober 1893  | Amsterdam (Nederland)              | eigen kweek              | 10 december 1911 (Ajax - DFC)           | ?                                          |

## Voetnoten
1900—1911 · 1911/12 · 1912—1954 · 1954/55 · 1955/56 · 1956/57 · 1957—1970 · 1970/71 · 1971/72 · 1972—1994 · 1994/95 · 1995—1998 · 1998/99 · 1999/00 · 2000/01 · 2001/02 · 2002/03 · 2003/04 · 2004/05 · 2005/06 · 2006/07 · 2007/08 · 2008/09 · 2009/10 · 2010/11 · 2011/12 · 2012/13 · 2013/14 · 2014/15 · 2015/16 · 2016/17 · 2017/18 · 2018/19 · 2019/20 · 2020/21 · 2021/22 · 2022/23 · 2023/24 · 2024/25